# О Галоннесе
О Галоннесе (др.-греч. Περὶ Ἀλοννήσου) — речь, произнесенная в афинском народном собрании в 343 или 342 до н. э. Демосфеном или Гегесиппом. Включена в состав демосфеновского корпуса под номером VII.

## Политические условия
Речь была произнесена в ответ на предложения македонского царя Филиппа II по пересмотру условий Филократова мира. Название «О Галоннесе» является условным и было дано эллинистическими грамматиками и издателями, так как речь начинается с вопроса о возвращении этого острова под власть Афин.
Галоннес, находившийся к северо-востоку от Эвбеи и напротив фессалийской Магнесии (Магнисия) и принадлежавший Афинам, был в 346 до н. э. захвачен пиратом Состратом, создавшим там базу для своих разбойных нападений. Афиняне, насколько известно, не пытались вернуть Галоннес под свой контроль. Через некоторое время Филипп II изгнал пиратов и разместил на острове македонский гарнизон. Жители соседнего Пепарефа, союзники Афин, захватили Галоннес, но македоняне снарядили новую экспедицию и вернули себе остров.
На переговорах с афинскими послами в 344 до н. э. Филипп, отказывавшийся вернуть Амфиполь и владения на Херсонесе Фракийском, согласился отдать остров, не имевший большого значения, но глава посольства Гегесипп заявил, что царь не может «отдавать» то, что ему не принадлежит, а может только «вернуть» Галоннес Афинам. Раздраженный его замечанием, Филипп прервал переговоры.
Спор из-за Галоннеса обнажил афино-македонские противоречия и приблизил начало новой войны, так как политическое влияние в Афинах перешло к антимакедонской группировке. Демосфен и Гегесипп выступили с речами, раскрывавшими агрессивные замыслы македонского царя, и упражняли своё красноречие, играя со словами «отдать» и «вернуть». Эсхин по этому поводу упрекнул Демосфена в том, что тот «спорит о слогах».

## Содержание
Речь посвящена в целом афино-македонским отношениям и требованиям пересмотреть условия мира. Начинается она с ответа на письмо Филиппа афинянам с предложением отдать им Галоннес (§ 2—8). Затем оратор касается вопроса о борьбе с пиратами (§ 14—17), об условиях Филократова мира (§ 18—29), отвергает право Филиппа диктовать свои условия (§ 30—35) и предлагает вынести спорные вопросы на рассмотрение третейского суда (§ 36—37). В заключение он разбирает вопрос о границах владений на Херсонесе (§ 39—45).

## Вопрос авторства
Речь «О Галоннесе» сохранилась в корпусе произведений Демосфена, однако уже Либаний, написавший к ней предисловие, пришёл к выводу, что она, вероятнее всего, принадлежит Гегесиппу и была включена в сборник взамен аналогичной речи Демосфена, текст которой, должно быть, к тому времени уже был утрачен.
Новейшие исследователи присоединяются к мнению Либания, так как речь по языку, структуре и стилистике весьма отличается от произведений Демосфена.

## Остров Галоннес
Какой именно остров в древности назывался Галоннесом, неясно. Исходя из сообщения Страбона, который пишет, что «перед областью магнетов лежит много островов; имеют значение только Скиаф, Пепареф, Икос, а также Галоннес и Скирос», предполагается, что это один из островов группы Северных Спорад, возможно, Скадзура. 
Кроме этого существует предположение, что речь идёт об острове Святого Евстратия, расположенном значительно дальше к северо-востоку и часто использовавшемся пиратами. 
В 1838 остров Лиадромия был по ошибке переименован в Галоннес (Алонисос) и ныне сохраняет это название, хотя в древности он именовался не Галоннесом, а Икосом. 